# Антралан жёлтый РРТ
Антралан жёлтый РРТ — на конце русское «эр-эр-тэ» (англ. Anthralan Yellow RRT) — ароматический нитроамин по своему химическому строению, кислотный краситель, пригодный для крашения шерсти, шёлка, полиамидного волокна и кожи. Как и другие кислотные красители, закрепляется на волокне в первую очередь за счёт ионного взаимодействия. Диссоциация сульфогруппы в молекуле красителя даёт окрашенный анион, взаимодействующий с замещёнными аммонийными группами субстрата.
Сродства к не имеющим осно́вных групп волокнам, например к целлюлозным, нет.

## Другие названия
Антралан жёлтый РРТ (Номер в реестре CAS: 6373-74-6) иначе может называться:
| - Acid Fast Yellow AG - Acid Fast Yellow E 5R - Acid Leather Light Brown G - Acid Orange 3 - Acid Yellow E - Airedale Yellow E - Amido Yellow E - Amido Yellow EA - Amido Yellow EA-CF - CI No. 10385 - Coranil Brown H EPS - Derma Fur Yellow RT - Derma Yellow P - Dimacide Yellow N-5RL - Duasyn Acid Yellow RRT - Elbenyl Orange A-3RD | - Erio Fast Yellow AE - Erio Fast Yellow AEN - Erio Yellow AEN - Erionyl Yellow E-AEN - Fast Light Yellow E - Fenalan Yellow E - Heliacid Light Yellow 4R - Intranyl Orange T-4R - Kiton Fast Yellow A - Lanaperl Yellow Brown GT - Light Fast Yellow ES - Lissamine Fast Yellow AE - Lissamine Fast Yellow AES - Lissamine Yellow AE - Multacid Yellow 3R - Multicuer Brown MPH | - Nailamide Yellow Brown E-L - Nylocrom Yellow 3R - Nylomine Acid Yellow B-RD - Nylosan Yellow E-3R - Polan Yellow E-3R - Sellacid Yellow AEN - Solanile Yellow E - Sulfacid Light Yellow 5RL - Superian Yellow R - Tectilon Orange 3GT - Tertracid Light Yellow 2R - Unitertracid Light Yellow RR - Vondacid Fast Yellow AE - Vondacid Light Yellow AE - Xylene Fast Yellow ES |

## Получение
Антралан жёлтый РРТ получают реакцией 5-амино-2-фениламинобензол-1-сульфокислоты (фенилпараминовой кислоты) с 2,4-динитро-1-хлорбензолом.

Схема получения Антралана жёлтого РРТ